# Делта (Луїзіана)
Делта (англ. Delta) — селище (англ. village) в США, в окрузі Медісон штату Луїзіана. Населення — 232 особи (2020).

## Географія
Делта розташована за координатами 32°19′19″ пн. ш. 90°57′29″ зх. д. / 32.32194° пн. ш. 90.95806° зх. д. (32.322020, -90.958041).  За даними Бюро перепису населення США в 2010 році селище мало площу 10,54 км², з яких 10,10 км² — суходіл та 0,43 км² — водойми. В 2017 році площа становила 11,93 км², з яких 11,49 км² — суходіл та 0,43 км² — водойми.

### Клімат
| Клімат : Делта        | Клімат : Делта | Клімат : Делта | Клімат : Делта | Клімат : Делта | Клімат : Делта | Клімат : Делта | Клімат : Делта | Клімат : Делта | Клімат : Делта | Клімат : Делта | Клімат : Делта | Клімат : Делта | Клімат : Делта |
| Показник              | Січ.           | Лют.           | Бер.           | Квіт.          | Трав.          | Черв.          | Лип.           | Серп.          | Вер.           | Жовт.          | Лист.          | Груд.          | Рік            |
| Середній максимум, °C | 14,4           | 17,2           | 21,7           | 25,6           | 28,9           | 32,2           | 33,3           | 33,3           | 30,6           | 26,1           | 20,6           | 16,1           | 25,0           |
| Середній мінімум, °C  | 1,7            | 3,3            | 7,2            | 11,1           | 15,6           | 20,0           | 21,7           | 21,1           | 18,3           | 12,2           | 7,2            | 3,3            | 11,7           |
| Норма опадів, мм      | 150            | 122            | 157            | 137            | 135            | 102            | 104            | 81             | 89             | 102            | 122            | 157            | 1461           |
| --------------------- | -------------- | -------------- | -------------- | -------------- | -------------- | -------------- | -------------- | -------------- | -------------- | -------------- | -------------- | -------------- | -------------- |
| Джерело: Weatherbase  |                |                |                |                |                |                |                |                |                |                |                |                |                |

## Демографія
Згідно з переписом 2010 року, у селищі мешкали 284 особи в 114 домогосподарствах у складі 80 родин. Густота населення становила 27 осіб/км².  Було 144 помешкання (14/км²).
Расовий склад населення:
| - 88,7 % — білих - 9,5 % — чорних або афроамериканців - 0,4 % — корінних американців |

До двох чи більше рас належало 1,4 %. Частка іспаномовних становила 3,2 % від усіх жителів.
За віковим діапазоном населення розподілялося таким чином: 24,3 % — особи молодші 18 років, 65,8 % — особи у віці 18—64 років, 9,9 % — особи у віці 65 років та старші. Медіана віку мешканця становила 33,2 року. На 100 осіб жіночої статі у селищі припадало 101,4 чоловіків;  на 100 жінок у віці від 18 років та старших — 95,5 чоловіків також старших 18 років.
Середній дохід на одне домашнє господарство  становив 36 660 доларів США (медіана — 21 688), а середній дохід на одну сім'ю — 39 461 долар (медіана — 22 031). За межею бідності перебувало 18,8 % осіб, у тому числі 25,0 % дітей у віці до 18 років та 20,6 % осіб у віці 65 років та старших.
Цивільне працевлаштоване населення становило 77 осіб. Основні галузі зайнятості: мистецтво, розваги та відпочинок — 23,4 %, публічна адміністрація — 16,9 %, будівництво — 16,9 %.